# Корнилова, Екатерина Владимировна
Корнилова Екатерина Владимировна (род. 1957, Москва) — российская художница, живописец. Член-корреспондент РАХ (2011).

## Биография
Родилась в 1957 году в Москве.
Училась живописи у Б. Биргера, Т. Сельвинской, Т. Салахова. В 1978 году окончила Московское художественное училище памяти 1905 года.
В 1985 году окончила  Московский государственный художественный институт им. В. И. Сурикова.
Преподаёт рисунок студентам Дмитрия Крымова в РАТИ-ГИТИС.
Участвует в выставках с 1978 года.
Работы находятся в Государственной Третьяковской галерее, Государственном центральном театральном музее им. А. А. Бахрушина в Москве, Екатеринбургской картинной галерее, Государственном музее А. Н. Островского в Щелыково, Томском государственном художественном музее, Министерстве культуры РФ, собрании Союза художников России, собрании университета Хайме I (Испания),
в галереях и частных собраниях Великобритании, Франции, Испании, Бельгии.
Живёт и работает в Москве.

## Награды
- Награждена премией Московского отделения Союза художников за работы 1988 года.